# Шеины
Шеины — столбовой русский дворянский род, одна из ветвей дворян Морозовых.
Род внесён в Бархатную книгу. При подаче документов (апрель 1682) для внесения рода в Бархатную книгу, была предоставлена родословная роспись Шеиных.
Происходят от Василия Михайловича Морозова по прозвищу Шея, который был потомком в VII колене Михаила Прушанина, новгородца, героя Невской битвы.
Однородцами Шеиных являются: Морозовы, Салтыковы, Чеглоковы, Поплевины, Жестовы, Филимоновы, Скрябины, Мещаниновы, Тучковы, Брюховы, Шестовы, Русалки, Шасты и Шустовы.

### Известные представители
- Шеин, Алексей Семёнович — ближний боярин и генералиссимус при Петре I († 1700).
- Шеин, Андрей Иванович — воевода и боярин Ивана Грозного, казнён (1568) сын Ивана Дмитриевича
- Шеин, Борис Васильевич — окольничий и воевода Ивана Грозного, погиб (1579) в войне с поляками, сын Василия Дмитриевича
- Шеин, Василий Дмитриевич — боярин и воевода Ивана Грозного († 1550) средний сын Дмитрия Васильевича
- Шеин, Дмитрий Васильевич — воевода и дипломат Ивана III погиб (1506) старший сын Василия Михайловича Морозова
- Шеин, Иван Дмитриевич — боярин и воевода Ивана Грозного († 1556) младший сын Дмитрия Васильевича
- Шеин, Михаил Борисович — боярин и воевода, казнён (1634), сын Бориса Васильевича
- Шеин, Юрий Дмитриевич — окольничий и воевода Василия III и Ивана Грозного, († 1546), старший сын Дмитрия Васильевича.
- Шеин Иван Михайлович — стольник (1627—1629), († 1634).
- Шеин Иван Иванович — дьяк (1692)[5][6].

### Описание герба(блазон)

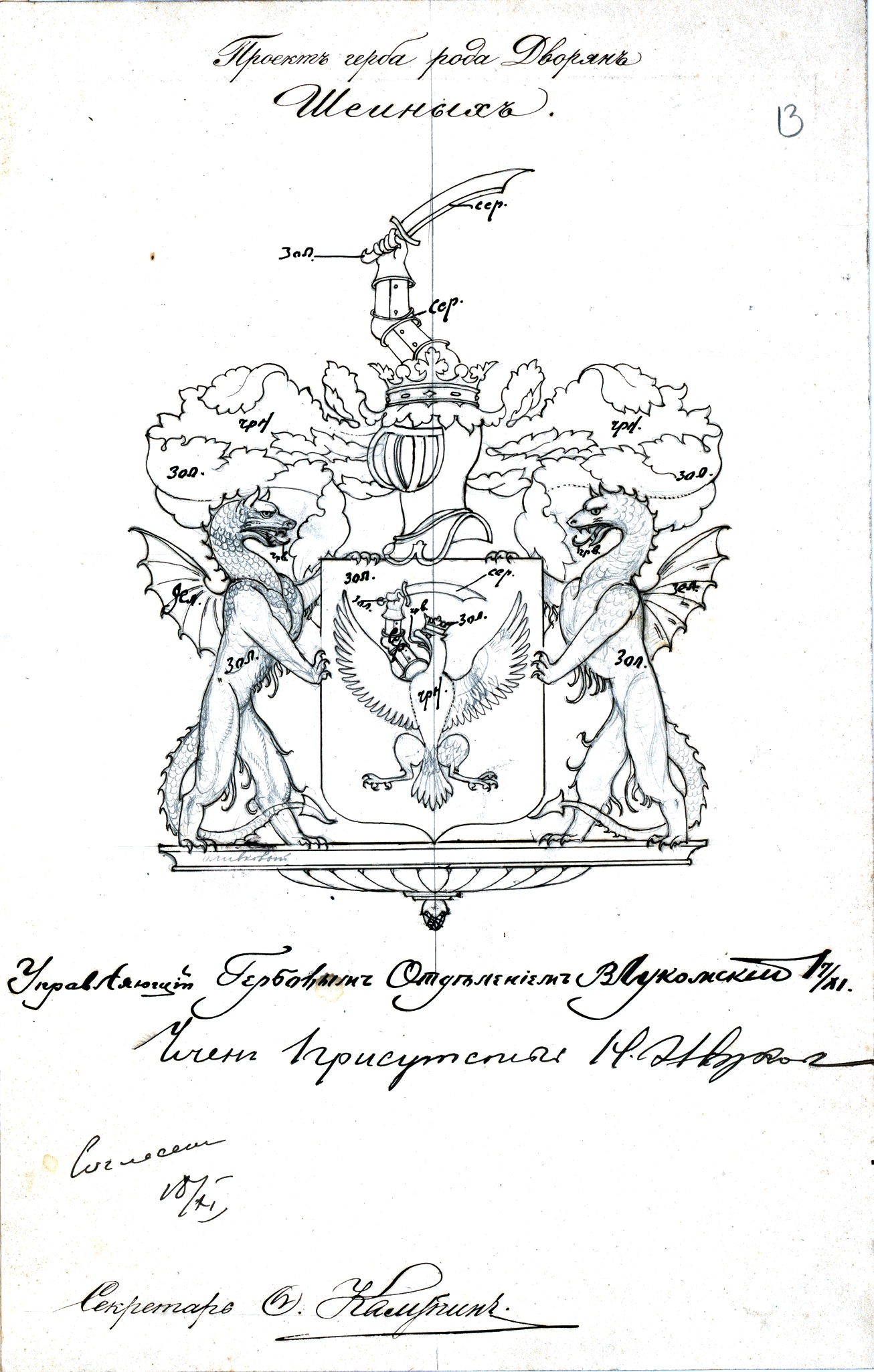
Проект герба рода Шеиных

Описание и изображение проекта герба рода дворян Шеиных: 
В золотом щите чёрный, увенчанный золотою дворянскою короною, орел с червленным языком и с выходящею над правым крылом рукою в серебряных латах, держащею серебряный с золотою рукоятью выгнутый меч. Щит увенчан дворянским коронованным шлемом. Нашлемник: рука в серебряных латах, держащая серебряный с золотою рукоятью выгнутый меч. Намет золотой, подложенный чернью. Щито держатели: два золотых дракона с червлеными языками и зелеными крыльями.